# Pont Santa Trinita

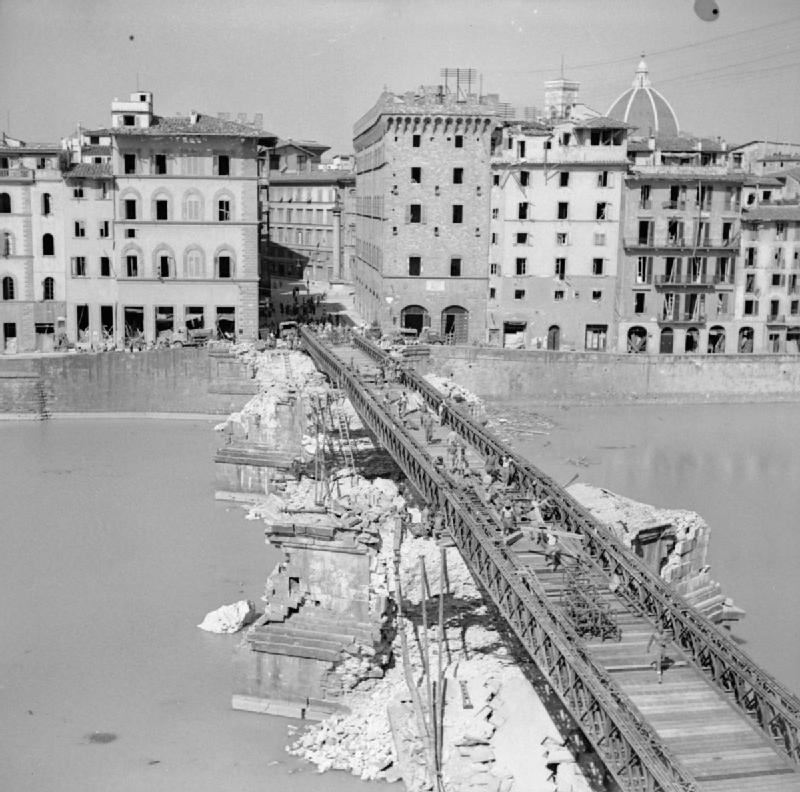
Le pont Bailey installé sur les ruines du pont après sa destruction.

Le pont de la Sainte Trinité (en italien : ponte Santa Trinita) est un des ponts de Florence sur l'Arno. Il relie la place homonyme à la place Frescobaldi, avec un palais à chacune de ses extrémités, Spini-Feroni au nord et de la Mission au sud.

## Histoire
À l'emplacement actuel se dressait originellement un pont en bois, construit en 1252. Détruit sept ans plus tard par une crue de l'Arno, une nouvelle structure — cette fois-ci en pierre — le remplace. Le deuxième pont est, à son tour, balayé par les eaux en 1333. Le troisième pont, conçu par Taddeo Gaddi avec cinq arches, voit sa construction s'étendre entre 1356 et 1415. Il tombe pour les mêmes raisons en 1557.
La version actuelle du pont, à trois arches, fut construite entre 1567 et 1570 par Bartolomeo Ammannati. Il aurait d'ailleurs consulté Michel-Ange pour son projet.
Le pont est connu pour avoir été le premier au monde à utiliser des arches surbaissées (c'est-à-dire plus larges que hautes), l'arche centrale étant la plus longue avec 32 mètres de portée (contre 29 mètres pour les deux arches extérieures).
Depuis 1608, quatre statues représentant les quatre saisons, Le Printemps et L'Hiver, dues à Pierre de Francqueville, et L'Été et L'Automne, dues à Giovanni Battista Caccini, ornent chaque extrémité du pont. Elles furent installées à l'occasion des noces de Cosme II de Médicis et Madeleine d'Autriche.
C'est le premier pont en aval du Ponte Vecchio et il précède le ponte alla Carraia.
Comme tous les ponts de Florence (excepté le Ponte Vecchio), il est miné et détruit par les troupes allemandes le 3 août 1944 pour s'opposer à la progression des Alliés. Après la libération de la ville, un pont Bailey est installé sur les vestiges de l'ouvrage afin de rétablir la circulation au-dessus du fleuve.
Les travaux de reconstruction à l'identique sont lancés en 1955 sous la direction de l'architecte Riccardo Gizdulich, avec le concours de l'ingénieur Emilio Brizzi, et le nouveau pont est inauguré le 16 mai 1958.

## Sources
- (it) Cet article est partiellement ou en totalité issu de l’article de Wikipédia en italien intitulé « Ponte Santa Trinita » (voir la liste des auteurs).